# 精選輯
『宝儿精选辑』（BoA精選輯、BoA Best Single）は、韓国出身の女性歌手BoAの、中国において発表されたアルバム。

## 概要
韓国版のシングル初期3作、「DOUBLE」、「Rock With You 」、「Merry-Chri」の収録曲から構成された、シングルベスト版である。新たに各曲の中国語版を製作して収録することはなく、上記3作の韓国語版をまとめたものに留まっている。
CDのほか、「DOUBLE」と「メリクリ」のPVが収録されたVCDが添付されている。

## 収録曲

### CD
1. Double - 加倍
韓国版ファーストシングル「DOUBLE」からのカット。
2. 离别情景
「Always」。韓国版ファーストシングル「DOUBLE」からのカット。「离别情景（離別情景）」は原題「이별풍경」の直訳。3.5集「SHINE WE ARE」にも収録。
3. Milky Way - 银河 （Club Remix）
韓国版ファーストシングル「DOUBLE」からのカット。3.5集「SHINE WE ARE」にも収録。
4. Rock with you - 和你一起摇滚
韓国版セカンドシングル「Rock With You 」からのカット。「和你一起摇滚」は、「あなたと一緒にロック」。
5. 亚特兰蒂斯少女 （Just Fiction Mix2003）
「Atlantis Princess」。韓国版セカンドシングル「Rock With You 」からのカット。「亚特兰蒂斯少女（アトランティス少女）」は、原題「아틀란티스 소녀」の直訳。
6. Moon & Sunrise - 月光 & 日出
韓国版セカンドシングル「Rock With You 」からのカット。
7. 圣诞快乐
「メリクリ」。韓国版サードシングル「Merry-Chri」からのカット。「圣诞快乐」（メリークリスマス）は中国語題。
8. MEGA STEP - 第一步
韓国版サードシングル「Merry-Chri」からのカット。
9. THE CHRISTMAS SONG - 圣诞节之歌
韓国版サードシングル「Merry-Chri」からのカット。「圣诞节之歌」は、「クリスマスの歌」。
10. Double - 加倍 （伴奏版）
Double カラオケ。韓国版ファーストシングル「DOUBLE」からのカット。
11. Rock with you - 和你一起摇滚 （伴奏版）
Rock with you カラオケ。韓国版セカンドシングル「Rock With You 」からのカット
12. 圣诞快乐 （伴奏版）
メリクリ カラオケ。韓国版サードシングル「Merry-Chri」からのカット

### VCD
1. Double - 加倍 （PV）
2. 圣诞快乐 （PV）